# La neve nel bicchiere (romanzo)
La neve nel bicchiere è il primo romanzo di Nerino Rossi. Opera a sfondo storico e sociale, il libro è stato trasposto nell'omonimo film per la televisione diretto da Florestano Vancini.

## Trama
Venanzio, mezzadro dell'arciprete don Angelo e capo di una numerosa famiglia, è animato da una forte passione politica. Si confronta con il sindacalista Priamo, ma anche con don Angelo, persona sensibile alle necessità dei più poveri e sfruttati. Mentre Priamo ad ogni istante dichiara che ci sarà la rivoluzione, don Angelo è convinto che per arrivare a una buona riuscita ci vogliano istruzione e lo spazio di tre generazioni. In tal modo si susseguono gli eventi: dai violenti scioperi del 1907 (in cui si vedono emergere futuri capi politici come Pietro Nenni e Benito Mussolini, alla Guerra italo-turca; da un tentativo di proclamazione della Repubblica nelle terre di Romagna, al lungo calvario della prima guerra mondiale.
Alla fine del conflitto sembra che i presupposti per la grande rivoluzione operaia siano ormai maturi. Perciò è con grande timore che si assiste all'ascesa del fascismo. Sfumata la possibilità di migliorare la condizione contadina attraverso la politica, Venanzio si avvicina progressivamente alla città (Bologna), mentre i suoi figli maggiori, Giovanni e Giuseppe (detto Geppe), avendo costituito le loro famiglie, progressivamente si allontanano dal padre per raggiungere i loro traguardi. Quando nasce l'unico figlio di Geppe, il narratore, ci sono le condizioni per consentirgli studi liceali che il ragazzo, nato nel 1925, terminerà mentre già è in corso la seconda guerra mondiale.
Ma la tempra di famiglia non è scomparsa: il liceale ascolta insieme ai compagni e a un professore l'annuncio per radio della caduta e dell'arresto di Mussolini. Quel che segue è una pioggia di bombardamenti sulla città e l'occupazione dei tedeschi, in appoggio ai fascisti che sono molto abili nei rastrellamenti. E questa sorte tocca al narratore, già in contatto con le forze partigiane. Lo aspetta l'internamento in Germania, ma un caso fortuito impedisce al treno di partire e quindi, con gli altri caduti prigionieri, è assegnato alle riparazioni della ferrovia. Un partigiano, Eolo, riesce ad organizzare un sabotaggio e la squadra allenta i bulloni avvitati durante il giorno, per contrastare un treno pieno di munizioni, poi scappano con il camion tedesco, e raggiungono la montagna.
Nel modenese, dove va il protagonista, la lotta è ancora più aspra, per la determinazione dei fascisti di compiere vendette personali o meno. Ma ormai la liberazione è vicina e il giorno tanto atteso, il giovane partigiano corre a ritrovare i suoi familiari, che si erano separati per sicurezza. Il nonno "Bovarino" è stato trovato morto, ma genitori e parenti vari si possono riabbracciare. Il ragazzo, di fronte allo stupore della nonna Mariena che non si aspettava di rivederlo, dichiara che a salvarlo è stata la neve nel bicchiere, ossia la parola d'ordine che egli aveva coniato per i compagni di provenienza contadina, come lui stesso era stato. La neve nel bicchiere era un gelato da poveri che Mariena faceva per il nipote nei tempi più duri: un bicchiere riempito di neve pulita e poche gocce di una dolce bevanda, che sapeva di tutto e niente.

## Personaggi
- Venanzio, nato circa nel 1873 e figlio di uno scariolante, è il nonno paterno del narratore ed è stato barrocciaio, bracciante e sindacalista.
- Mariena, moglie di Venanzio e madre dei suoi figli. Il vero nome è Olinda, ma lei lo sente come troppo signorile per la sua condizione.
- Nullo, padre di Venanzio e di altri figli.
- Ligio (Eligio), fratello di Venanzio, destinato a un celibato perenne.
- Medea, sorella di Venanzio e Ligio.
- Giovanni, figlio maggiore di Venanzio e Mariena, nato nel 1900.
- Geppe (Giuseppe), secondogenito di Venanzio e Mariena, padre del narratore.
- Edvige, sorella minore di Giovanni e Geppe, muore annegata quando ha ancora pochi anni.
- Natalino e Angiolino, gemelli, sono gli ultimi figli di Venanzio e Mariena.
- Don Angelo, arciprete ai Due Ponti, zona al confine tra Ferrara, Bologna e Ravenna: molto illuminato, esorta sempre a leggere di tutto.
- Don Benigno, giovane cappellano di don Angelo.
- Velina, sorella di don Angelo.
- Priamo, sindacalista.
- Eneo, anima poetica e innamorato corrisposto di Medea.
- Strofagnetto, soprannome di un altro amico che ha l'abitudine di strofinarsi addosso agli altri.
- La Vedova, ha messo in piedi un piccolo spaccio commerciale. Diviene la donna di Strofagnetto.
- Don Mariano, cappellano successore di don Benigno.
- Adalgisa, moglie di Giovanni.
- Adelina, moglie di Natalino.
- Elisabetta, moglie di Geppe e madre del narratore. Solitamente è chiamata Tina da tutti e Bettina dall'arciprete.
- Bovarino, padre vedovo di Tina (Elisabetta) e nonno materno del narratore.
- Maria Sofia, primo amore del narratore, ancora liceale.
- Eolo, partigiano esperto e autorevole.

## Edizioni
- Nerino Rossi, La neve nel bicchiere, Marsilio, Venezia 1977
- Id. La neve nel bicchiere, prefazione di Cesare Zavattini, Marsilio, Venezia 1977
- Id. La neve nel bicchiere, trascritto in braille a cura della Biblioteca italiana per i ciechi Regina Margherita, Monza, 1995
- Id. La neve nel bicchiere, riduzione e apparato didattico a cura di Bartolomeo Vanzetti, SEI, Torino 1996